# Kearney (Nebraska)
Kearney é uma cidade localizada no estado americano do Nebraska, no Condado de Buffalo. Deve o seu nome ao Fort Kearny, nas suas proximidades.

## Geografia
De acordo com o United States Census Bureau, a cidade tem uma área de 33,7 km², onde 33,07 km² estão cobertos por terra e 0,6 km² por água.

### Localidades na vizinhança
O diagrama seguinte representa as localidades num raio de 28 km ao redor de Kearney.

## Demografia
Segundo o censo nacional de 2010, a sua população é de 30 787 habitantes e sua densidade populacional é de 930,8 hab/km². É a quinta cidade mais populosa do Nebraska. Possui 12 738 residências, que resulta em uma densidade de 385,13 residências/km².